# Приднепровский химический завод
ПО «Приднепровский химический завод» (первоначальное название «Завод шлаковых удобрений», завод № 906 ПГУ при СМ СССР) — химический завод в Каменском, Украина.

## История
Начал функционировать в 1948 году. Основное направление — производство урановых солей и их технологических растворов из шлаков, получаемых при выплавке уранжелезосодержащих руд на доменной печи № 6 металлургического завода им. Дзержинского (ДМК), где был получен уран для первой советской атомной бомбы.
Так же производились минеральные удобрения, натриевая селитра. Нитратный и аммонийный азот от этих производств утилизировались в цехе № 3 ПО «АЗОТ» для получения азотных удобрений. Скорее всего деятельность по производству удобрений носила характер «прикрытия» стратегического уранового производства.
К 1963 году доменный переплав уранжелезосодержащих руд был прекращен. В дальнейшем до 1991 года соли урана извлекались только из урановых руд и их концентратов, доставляемых из республик Союза, стран СЭВ, Франции и Испании.
Деятельность ПО «ПХЗ» проходила в обстановке особой секретности. Только в 2001 году появилась возможность получить первичную информацию о радиоэкологической ситуации в связи с деятельностью завода. Следует отметить, что в период наиболее активной деятельности завода отсутствовала нормативно-техническая документация по правилам обращения с радиоактивными отходами (РАО).
В связи с этим образовывающиеся радиоактивные отходы складировались в овраги или глиняные карьеры прямо на территории предприятия. Первые организованные хранилища, например хранилище «Днепровское», не имели специальной гидроизоляционной защиты и располагались в пойме Днепра.

## Радиоактивное заражение местности
К настоящему времени сложилась ситуация, когда эти хвостохранилища радиоактивных отходов вместе с промплощадкой ПХЗ представляют реальную угрозу радиоактивного загрязнения окружающей среды. Хвостохранилища завода на территории и в окрестностях Каменского содержат около 40 млн тонн твердых радиоактивных отходов и разобранных на ПХЗ конструкций, демонтированной на ДМК доменной печи № 6, бункеров для урановой руды и загрязненных железнодорожных путей. На территории промплощадки ПХЗ за пределами хвостохранилищ мощности дозы в основном сравнительно небольшие (0.15-0.3 мкЗв/ч), но в отдельных местах промплощадки и на поверхности хвостохранилищ максимальная мощность дозы гамма излучения достигает порой больших значений: до 40 мкЗв/час (выше среднего по Украине в 470 раз), общая активность — 3.2E15 Бк. При этом по оценкам в работе промплощадка ПХЗ является активным источником поступления в атмосферу радона, превышающим по интегральной мощности вклад хвостохранилищ, что является косвенным свидетельством о наличии не инвентаризированных источников загрязнения на территории промплощадки. В то же время, промплощадка ПХЗ, в отличие от хвостохранилищ, не объявлена санитарно-защитной зоной и находится в черте города. При проведении дозовых оценок от ингаляции продуктов распада радона для населения и персонала в прошлом учитывались только выбросы с хвостохранилищ.
Три хвостохранилища радиоактивных отходов ПХЗ могут быть беспрецедентно признаны техногенными месторождениями с перспективами промышленной добычи урана. По данным бывшего директора ПО «ПХЗ» доктора технических наук Юрия Коровина в них накоплено 0,2 млн тонн отходов с концентрацией урана 0,3 %. Перспективы разработки как месторождения имеют также два хвостохранилища более поздних лет, созданные в оврагах вблизи Днепра.
В настоящее время на Украине действует специальная «Государственная программа по приведению опасных объектов ПО „ПХЗ“ в экологически безопасное состояние и обеспечению защиты населения от вредного воздействия ионизирующего излучения на 2005—2014 гг.». Научные исследования, связанные с оценкой безопасности ПХЗ, поддерживаются также Шведским фондом международного сотрудничества SIDA
1. 1 2  [Voitsekhovich O., Lavrova T. Remediation Planning of Uranium Mining and Milling Facilities: The Pridneprovsky Chemical Plant Complex in Ukraine // In Remediation of Contaminated Environments, (G. Voigt, S. Fesenko, eds), Elsevier. — 2009. — P. 343—356.]
2. 1 2  [Voitsekhovich O., Lavrova T., 2013. Radioecological assessment and remediation planning at the former uranium milling facilities at the Pridneprovsky Chemical Plant in Ukraine // J. of Environmental Radioactivity 115, 118—123.]
3. ↑  [Ivan V. Kovalets, Christian Asker, Alexander V. Khalchenkov, Christer Persson, Tatyana V. Lavrova, Atmospheric dispersion of radon around uranium mill tailings of the former Pridneprovsky Chemical Plant in Ukraine, Journal of Environmental Radioactivity, Volume 172, June 2017, Pages 173—190, ISSN 0265-931X, https://dx.doi.org/10.1016/j.jenvrad.2017.03.025]
4. ↑  [Lars van Dassen et al., 2012. Sweden’s Co-operation with Eastern
Europe in Radiation Safety 2011. Report number:2012:05 ISSN:2000-0456
Available at www.stralsakerhetsmyndigheten.se]

## Реструктуризация
Реструктуризация ПО «ПХЗ», проведенная после прекращения его деятельности по переработке урановых руд, привела к образованию свыше 10 различных специализированных предприятий — ГП «Смолы», ГНПП «Цирконий», ГП «ПГМЗ», ГП «ПХЗ», ГП «Полихим» и др. Деятельность большинства из этих предприятий напрямую не связана с переработкой урановых руд. Действующие производства на базе ПХЗ специализируются на выпуске металлического циркония, лигатур и сплавов, химических соединений на основе гафния, циркония, ионообменных материалов для сорбционного изъятия из пульп и растворов урана, молибдена, вольфрама, галлия, а также технологий очистки воды для промышленных потребностей.
На данное время распределение объектов на территории бывшего ПО «ПХЗ» не учитывает особенности их расположения, уровня и характера радиоактивного загрязнения, технического состояния и отрицательного влияния накопленных отходов переработки урановых руд на окружающую среду и здоровье работающих там людей. Мощность дозы гамма-излучения в отдельных зданиях и участках на территории ПО «ПХЗ» по данным радиационного мониторинга превышает 10 мкЗв/ч, при фоновых естественных значениях 0,02-0,05 мкЗв/ч. Рабочие в этих условиях подвергаются неконтролируемому и несанкционированному внешнему и внутреннему облучению.

## Известные сотрудники
- Аношкин, Михаил Прокофьевич — первый директор. Герой Социалистического Труда.
- Бережный, Андрей Иванович — аппаратчик. Герой Социалистического Труда.
- Виктор Михайлович Галушка — Отец Веры Брежневой.
- Заварюхина Мария Матвеевна — председатель правкома. Герой Социалистического Труда. Орден Трудового красного знамени.